# Freilichtbühne Nettelstedt

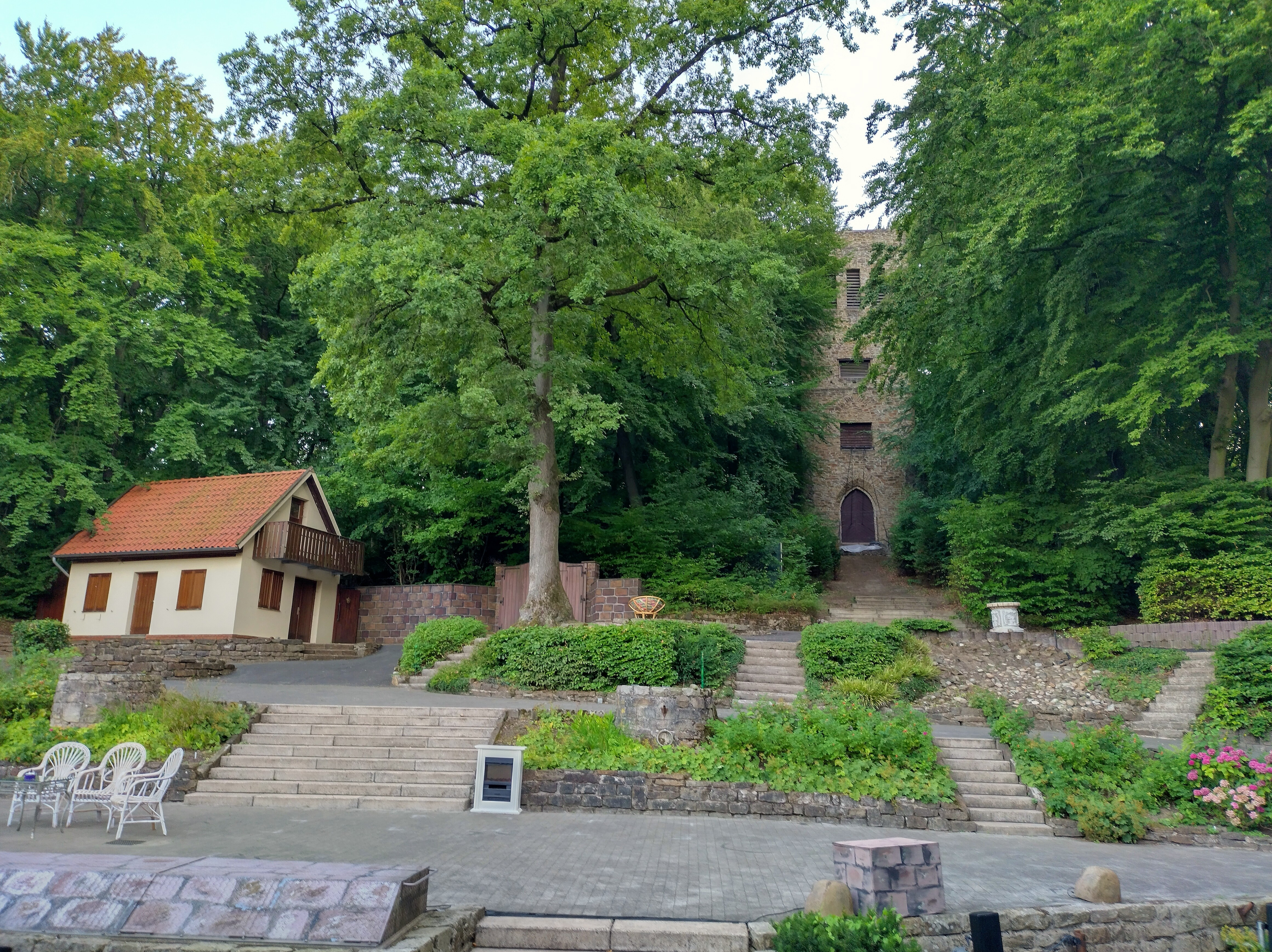
Bühne

Die Freilichtbühne Nettelstedt ist eine Amateurtheaterbühne im Ortsteil Nettelstedt der ostwestfälischen Stadt Lübbecke in Nordrhein-Westfalen.
Die Bühne besteht seit 1923 und ist damit eines der ältesten Amateur-Freilichttheater Deutschlands. Es stehen rund 900 Sitzplätze zur Verfügung.
Das Amateurtheater spielt pro Saison (Pfingstsonntag bis zum letzten Sonntag im August) an jedem Samstag ein Theaterstück für Erwachsene und an jedem Sonntag ein Kinder- und Familienstück.
Seit 1982 bietet das Nettelstedter Ensemble jedes Jahr auch ein Winterstück an, welches aufgrund der ca. 80 Sitzplätze und geringen Entfernung der Zuschauer zur Bühne einen kammerspielartigen Charakter bietet. Die Aufführungen finden in der Regel an den letzten drei Wochenenden im Januar statt.

## Geschichte

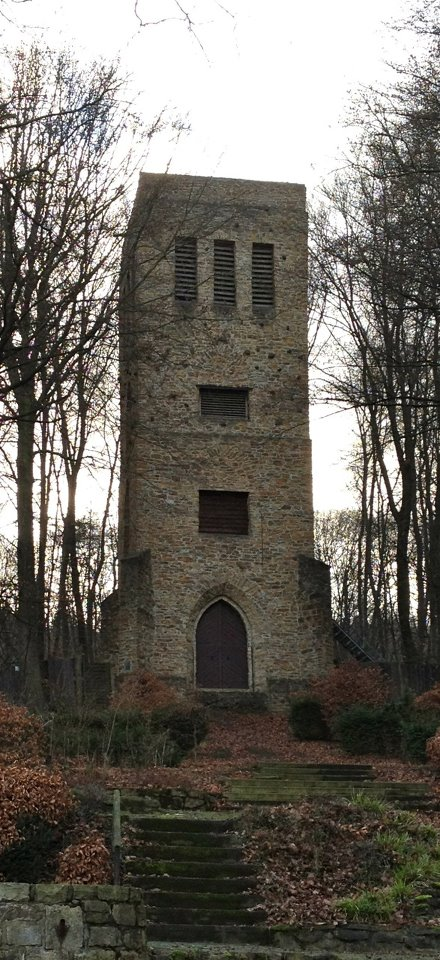
Der Hünenbrinkturm, das Wahrzeichen der Freilichtbühne Nettelstedt

Die ersten Anfänge des Nettelstedter Laienspiels lassen sich bis in das Jahr 1919 zurückverfolgen. In diesem Jahr kam der damals 30-jährige Lehrer Karl Meyer-Spelbrink mit seiner Frau und seinen beiden Kindern nach Nettelstedt. Gezeichnet durch die Jahre des Ersten Weltkrieges hoffte er für sich und seine Familie eine gesunde Umwelt zu finden. Was er jedoch vorfand, waren Menschen in größter Not und eine weit verbreitete Tuberkulose. Meyer-Spelbrink wollte helfen. Insbesondere wollte er ein Kinderheim errichten.
Die Freilichtspiele der Spielgemeinde Nettelstedt waren am Sonntag, dem 9. September 1923 um 16:15 Uhr (Beginn der Vorstellung) ins Leben gerufen. Diese erste Aufführung fand auf einem „ungestaffelten Grünhang vor der zufälligen Waldkontur des Spielhügels“ statt.
Im Jahre 1929 wurde der Bau des Hünenbrinkturmes abgeschlossen und dessen drei Glocken mit den Namen „Einigkeit“, „Recht“ und „Freiheit“ geweiht.
1934 wurde hier das Geschichtsdrama Die Hermannsschlacht von Christian Dietrich Grabbe, das die historische Schlacht zwischen dem Cheruskerfürsten Arminius (Hermann) und dem römischen Heer unter Varus im Jahr 9 n. Chr. behandelt, uraufgeführt. Das durch nationalistischen Töne von den Nationalsozialisten hochbejubelte Stück gilt seither als verpönt und wird nur noch selten gespielt.
In den vergangenen Jahren widmete sich die Spielgemeinde der modernen, leichten Muse: Neben Kinderklassikern und Komödien fanden vor allem auch Musicals den Zuschauerzuspruch.

## Gründer der Freilichtbühne
Karl Meyer-Spelbrink (1890–1962)
Im Jahr 1919 kam Meyer-Spelbrink mit seiner Frau und seinen beiden Kindern nach Nettelstedt. Der Erste Weltkrieg, den er als Offizier erlebte und in dem er schwer verwundet wurde, hatte ihn gezeichnet. Er hoffte für sich und seine Familie in Nettelstedt eine gesunde Umwelt zu finden. Was er jedoch vorfand, waren Menschen in größter Not und eine weit verbreitete Tuberkulose. Eine entscheidende Stunde im Hinblick auf das spätere Freilichtspiel kam, als Karl Meyer-Spelbrink gebeten wurde, bei der Organisation eines Erntefestes im Jahr 1919 mitzuhelfen. Die Idee Karl Meyer-Spelbrink war es „die Menschen der Nachkriegszeit des Ersten Weltkrieges mit frohem und ernstem Spiel zu erfreuen, Sie in unterhaltsamer Weise mit den großen Klassikern vertraut zu machen, und ihnen damit einen Teil ihrer Alltagssorgen zu nehmen“. Am 3. Februar 1963 starb der unermüdliche Organisator, langjährige 1. Vorsitzende und Ehrenvorsitzende der Freilichtspiele Spielgemeinde Nettelstedt e. V.
Wilhelm Korte (1896–1957)
Der Lehrer Wilhelm Korte, der im Jahr 1919 nach Nettelstedt gekommen war, übernahm 1924 die Spielleitung und war lange Jahre der künstlerische Kopf der Spielgemeinschaft. Mit großer Sachkenntnis verstand es Korte, dem Nettelstedter Freilichtspiel entscheidende Impulse zu geben. Die Freilichtbühne Nettelstedt verdankt Wilhelm Korte eine ganze Reihe von Volksschauspielen als Uraufführung. Nicht zu vergessen ist auch sein schauspielerisches Können, welches vielen von ihm gespielten Rollen das entscheidende Format gab. Korte spielte auch im „Gründungsstück“ Wilhelm Tell die Rolle des Geßler. Am 15. März 1957 verstarb Wilhelm Korte.